# Aluminosis del pulmón
La aluminosis del pulmón o neumoconiosis por aluminio es una enfermedad que forma parte del conjunto de patologías llamadas neumoconiosis. Causada por respiración prolongada de aire contaminado con polvo de aluminio, la aluminosis del pulmón se caracteriza por una disminución importante de la ventilación pulmonar del paciente.Esta afección puede ser diagnosticada mediante tomografía computarizada de alta resolución.